# USS Bataan (CVL-29)
Pour les autres navires du même nom, voir USS Bataan.
L'USS Bataan (CVL-29) est un porte-avions de classe Independence de l'United States Navy utilisé pendant la Seconde Guerre mondiale sur le théâtre Pacifique.
Il est retiré du service le 9 avril 1954 et vendu pour la ferraille le 1er septembre 1959.

## Récompenses
Il a reçu six battle stars pour son service lors du second conflit mondial et sept autres pour son service lors de la guerre de Corée.